# Sophie Croizette
Sophie Croizette, pseudonimo di Sophie-Alexandrine Croisette (San Pietroburgo, 7 marzo 1848 – Parigi, 19 marzo 1901), è stata un'attrice teatrale francese.

## Biografia
Sophie Croizette nacque a San Pietroburgo nel 1848, figlia della ballerina francese del Teatro Mariinskij Louise Fortunée Croizette e (secondo pettegolezzi d'epoca) di un aristocratico russo; il nonno Armand Croizette era un drammaturgo e librettista, mentre la sorella Pauline fu un'apprezzata ritrattista. Poco dopo la nascita delle due bambine, la madre tornò in Francia, dove Sophie studiò in un convento di orsoline a Versailles, rimanendovi fino al conseguimento della licenza per diventare insegnante. Dopo un'infanzia difficile, segnata da problemi respiratori e un attacco di scarlattina che la portò quasi alla morte, studiò recitazione al Conservatoire national supérieur d'art dramatique dal 1867 al 1869, quando la vittoria di un premio come miglior attrice comica le spalancò le porte della Comédie-Française. 
Esordì alla Comédie-Française il 7 gennaio 1870 nel ruolo della Regina Anna ne Le Verre d'eau di Eugène Scribe, ottenendo un primo grande successo tre anni più tardi ne L'Été de la Saint-Martin di Ludovic Halévy ed Henri Meilhac. Nelle sue dodici stagioni al teatro interpretò una quarantina di ruoli, affermandosi in particolar modo nel repertorio da grande coquette, che la vide acclamata interprete di Rosina ne Il barbiere di Siviglia e Susanna ne La folle giornata o Il matrimonio di Figaro. Ottenne comunque apprezzamenti anche in ruoli tragici, tanto che, per un periodo, fu considerata l'unica rivale di Sarah Bernhardt, sua amica di infanzia. La sua interpretazione nella scena dell'avvelenamento ne La sfinge di Octave Feuillet le valse il plauso della critica nel 1873 per il grande realismo della sua recitazione. Il suo repertorio annoverava non solo opere di Beaumarchais, Scribe e Feuillet, ma anche commedie e tragedie di Molière (Il misantropo, L'improvvisazione di Versailles), Racine (I litiganti, Esther), Dumas figlio (La Demi-Monde, Mademoiselle de Belle-Isle) e Augier (Les Fourchambault,  L'Aventurière).
Diede il suo addio alle scene nel 1882 e, successivamente, si dedicò alle cure della famiglia. Nel 1877, infatti, aveva avuto un figlio dal banchiere Jacques Stern, che sposò nel 1885. Sophie Croizette morì d'influenza nel 1901 nell'VIII arrondissement di Parigi e, dopo il funerale alla chiesa di Saint-Pierre-de-Chaillot, fu sepolta nel cimitero di Passy.